# Kapelle Hl. Maria in Schalzbach

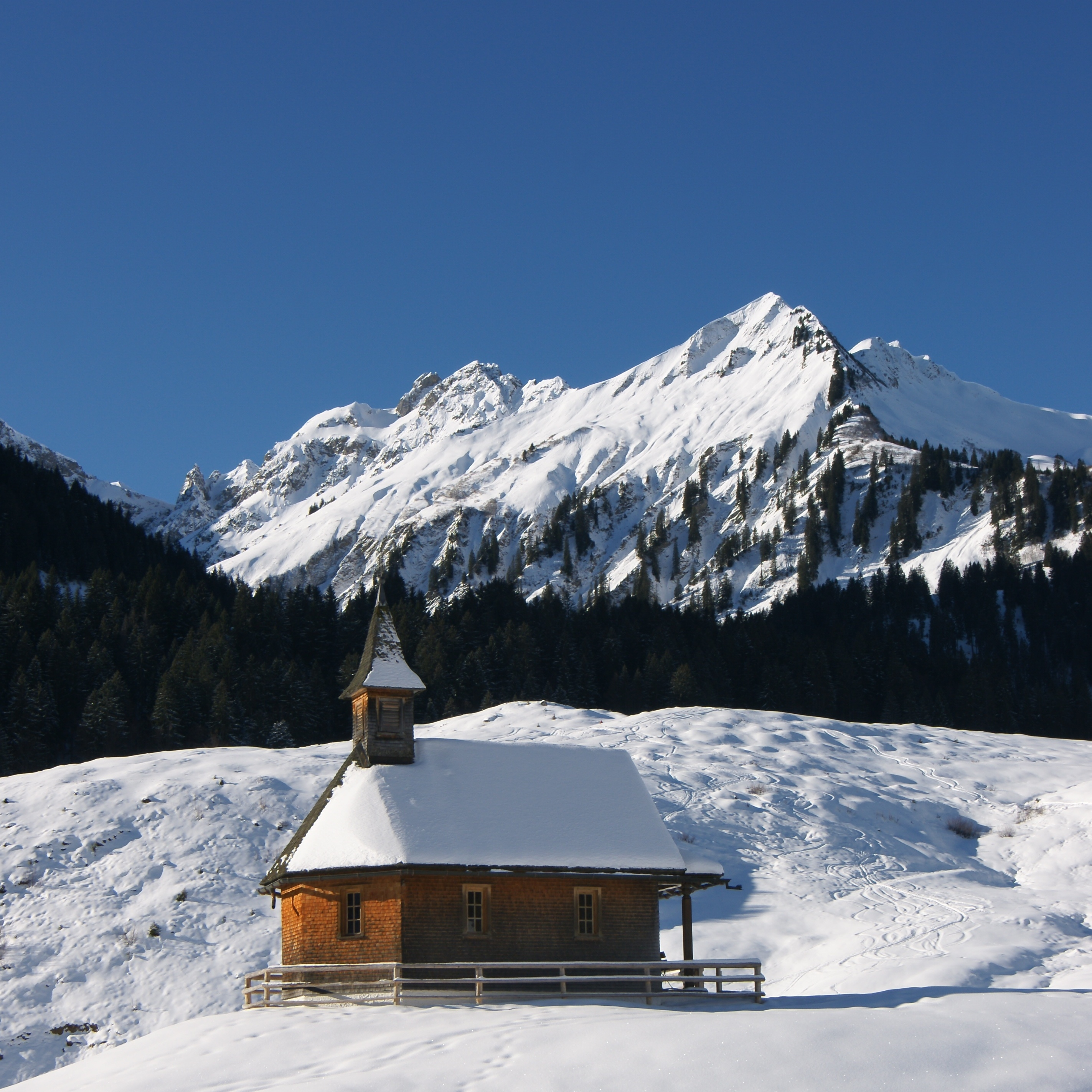
Kapelle Hl. Maria im Vorsäß Schalzbach

Die Kapelle Hl. Maria in Schalzbach ist eine der Heiligen Maria geweihte Kapelle in Schoppernau, gelegen im Vorsäß Schalzbach, Vorarlberg.
Die Kapelle wurde im Jahre 1981 nach den Plänen von Kaspar Felder erbaut. Der Rechteckholzbau mit 3/8-Abschluss und Satteldach verfügt über einen Glockenturm, der über dem Chor aufgesetzt ist. Es gibt ein Vorzeichen auf Holzstützen mit Pultdach. Der Innenraum ist mit einem offenen Dachstuhl ausgeführt.
Die Kapelle hat eine Figur der Heiligen Maria mit Kind von Wolfgang Graf aus dem Jahr 1981.